# Un uomo che dorme
Un uomo che dorme (Un homme qui dort) è un romanzo di Georges Perec, pubblicato dalle Éditions Denoël nel 1967.
Il romanzo, scritto in seconda persona, segue la vita di uno studente venticinquenne che un giorno decide di essere completamente indifferente verso il mondo, e perciò passa il tempo nella sua stanza a pensare o girovaga senza scopo per Parigi, ritenendo di non avere niente da capire, attendere o volere, ma solo cose da guardare senza alcun giudizio, rinunciando a progetti, impazienze, desideri, dispetti o rivolte.
Il romanzo è stato adattato dallo stesso Perec nel film Un homme qui dort del 1974 diretto da Bernard Queysanne, film che vinse il Premio Jean Vigo.

## Edizioni
- Georges Perec, Un homme qui dort, Paris, Denoël, 1967.
- Georges Perec, Un uomo che dorme, traduzione di Maria Pia Tosti Croce, Parma, Guanda, 1980.
- Georges Perec, Un homme qui dort, coll. Folio n. 2197, Paris, Gallimard, 1990, ISBN 978-2-07-038288-0.
- Georges Perec, Un homme qui dort, con dossier di Stéphane Bigot, Paris, Gallimard, 1998, ISBN 978-2-07-040367-7.
- Georges Perec, Un uomo che dorme, traduzione di Jean Talon, Macerata, Quodlibet, 2009, ISBN 978-88-7462-242-9.